# Go-Fukakusa In no Shōshōnaishi
Go-Fukakusa In no Shōshōnaishi (後深草院少将内侍?   ¿? - ¿1265?) fue una poetisa japonesa que vivió durante la era Kamakura. Su padre fue Fujiwara no Nobuzane, y tuvo como hermanas mayores a Sōheki Mon In no Shōshō y a Ben no Naishi. 
Tanto su hermana Ben no Naishi como ella fueron sirvientas del Emperador Go-Fukakusa desde que era príncipe heredero. Participó en varios concursos de waka en 1245, 1247, 1248, 1250 y 1251.
Es considerada una de las treinta y seis mujeres inmortales de la poesía.